# وولمار بوستروم
وولمار بوستروم (بالسويدية: Wollmar Boström) مواليد 15 يونيو 1878 في السويد - الوفاة 7 نوفمبر 1956 في ستوكهولم، كان لاعب كرة مضرب سويدي. سبق أن شارك في دورة الألعاب الأولمبية الصيفية.

## الميداليات
| الميدالية | المسابقة                       |
| --------- | ------------------------------ |
| برونزية   | الألعاب الأولمبية الصيفية 1908 |

## روابط خارجية
- وولمار بوستروم على موقع رابطة محترفي التنس (الإنجليزية)
- وولمار بوستروم على موقع الاتحاد الدولي لكرة المضرب (الإنجليزية)
- وولمار بوستروم على موقع أوليمبيديا (الإنجليزية)
- وولمار بوستروم على موقع اللجنة الأولمبية السويدية (السويدية)